# Gudrun Alm Carlsson
Gudrun Alm Carlsson, född 16 maj 1939 i Västervåla, Västmanland, är en svensk professor emerita inom radiogiska vetenskaper vid Linköpings universitet.

## Biografi
Alm Carlsson är dotter till teologie doktor Ivar Alm och hans hustru folkskollärare Karin Alm, född Appelgren. Hon avlade fil. mag-examen vid Lunds universitet 1963 och disputerade där för en doktorsexamen inom radiofysik 1973. 
Alm Carlsson arbetade som läroverkslärare i matematik och fysik 1960-1961. Hon var assistent vid Tekniska högskolans institution för radiofysik i Lund 1965-1970 och därefter vid Linköpings universitet 1971-1977, där hon tillträdde en tjänst som docent 1978. År 1990 blev hon professor och var institutionschef fram till sin pensionering 2006. Hon var samtidigt verksamhetschef för Radiofysikavdelningen på Universitetssjukhuset i Linköping där hon bidrog till dess positiva utveckling och expansion.
Alm Carlsson har skrivit mer än 100 artiklar om bland annat strålningsdosimetri och röntgendiagnostisk fysik. Hon har också varit handledare åt ett tiotal doktorander fram till deras disputation.